# Jacky Marchal
Jacky Marchal (Geldenaken, 2 oktober 1941) was een Belgisch senator.

## Levensloop
Marchal was leraar in de technische school van Geldenaken.
In 1970 werd hij verkozen tot gemeenteraadslid van Geldenaken en was er van 1971 tot 1976 schepen voor cultuur, jeugd en sport, binnen een bestuur waar de PS de volstrekte meerderheid had.
Dit bleef niet zo na de fusies, waarbij PSC en PRL een coalitie sloten en de socialisten naar de oppositie verwezen, met Marchal als hun leider. Stilaan wonnen de liberalen veld en onder de leiding van Louis Michel bouwden ze een meerderheid uit, onder de vlag van een pluralistische lokale lijst, de Union Communale.
Van 1971 tot 1987 was Marchal ook provincieraadslid en van 1981 tot 1987 bestendig afgevaardigde voor de provincie Brabant.
In 1988 werd hij verkozen tot PS-senator voor het arrondissement Nijvel en vervulde dit mandaat tot in 1994. Zodoende belandde hij ook in de Waalse Gewestraad.
In 1994 voerde hij de gemeenteraadslijst aan in Geldenaken, evenals de provincieraadslijst voor de nieuwe provincie Waals-Brabant. Hij werd in beide verkozen, maar nam ontslag in Geldenaken, nadat hij verkozen was tot bestendig afgevaardigde voor financies, begroting en toerisme.
In 2000 beëindigde hij zijn mandaat in de provincie en had hij het voornemen zijn politieke activiteiten vaarwel te zeggen, maar om als verzoener op te treden binnen een verdeelde socialistische groep in Geldenaken, voerde hij er de lijst aan. Hij bleef nog gemeenteraadslid tot in 2006.